# Río Hato
El Río Hato es uno de los 10 corregimientos que conforman el distrito de Antón en la provincia de Coclé, en Panamá. La localidad tiene 15.950 habitantes (2023).

## Toponimia
Según la tradición, el origen de su nombre se debe a que desde los tiempos coloniales esta región estaba dedicada a la ganadería, actividad denominada hato en esa época; además, debido a la cercanía de ríos se asoció su nombre para designar a esta región Río del Hato, después se simplificó hasta quedar Río Hato.

## Límites
Los límites de este corregimiento son los siguientes:
- Norte: Con los corregimientos de Cabuya y El Retiro.
- Sur: Con el océano Pacífico.
- Este: Con el corregimiento de La Ermita (San Carlos), perteneciente a la provincia de Panamá Oeste.
- Oeste: Con el corregimiento El Chirú.

## Población
En este corregimiento predomina la población afrocolonial descendiente de los esclavos que trajeron los españoles para trabajar en los extensos latifundios que tenían en la época colonial, éstos se han dedicado a través del tiempo a la pesca artesanal (en Río Hato Sur, Río Hato Centro, Boca de Río Hato, Farallón); además está la población mestiza que predomina en el área que limita con la Provincia de Panamá Oeste (La Mata, Las Guías Oriente, El Platanal) y las dos comunidades ubicadas en el centro del corregimiento (Santa Clara y Las Guías Occidente.)

## Geografía
En este corregimiento, predominan las amplias zonas de sabanas en la región central dedicadas desde la época colonial a la actividad ganadera. Hacia el sur las costas son muy amplias con playas de gran belleza, como son: Chumico redondo, Farallón, Playa Blanca, Santa Clara, Sea Cliff, Playa La Pacora, y playa La Boca, principalmente.
El Corregimiento de Río Hato está dividido en comunidades: Río Hato (cabecera), Llano Bonito, Los Pollos, Farallón, Santa Clara, Las Guías Occidente, Las Guías Oriente, El Platanal, La Mata, El Jobo y El Limón.

## Economía
Tradicionalmente, esta región se dedicó a la ganadería desde la época colonial, desarrollándose grandes latifundios en esta región y durante mucho tiempo su población se dedicó a trabajar en estas labores. Posteriormente, por su proximidad al mar, los habitantes se dedicaron a la pesca artesanal. Por ser una región con suelos realmente pobres para la actividad agrícola es de subsistencia. 
El factor que actualmente influye en los cultivos agrícolas y ganadería, es la sequía que se presenta en los meses con poca precipitación para esta área, además por la parte baja de la zona de la provincia de Coclé, donde está ubicado la región de Anton se encuentra la zona del arco seco que comienza en la región de Azuero y termina en provincia de Coclé y parte de Panamá hasta la región de San Carlos, Chame. 
Un factor significativo que impactó la economía de esta región fue la instalación de una base militar estadounidense en 1942, destinada a proporcionar protección y vigilancia para el Canal de Panamá tras la Segunda Guerra Mundial. Esta iniciativa propició el establecimiento de negocios y la creación de nuevas fuentes de empleo para la población local.
En 1970, durante la presidencia de Demetrio B. Lakas y bajo el mando del General Omar Torrijos Herrera, la base fue devuelta a Panamá. En su lugar, se fundó el Instituto Militar General Tomás Herrera, que albergó contingentes de la entonces Guardia Nacional, más tarde conocida como Fuerzas de Defensa. Entre las unidades destacadas se encontraban la Compañía Machos de Monte, la Compañía Expedicionaria y la Escuela de Suboficiales General Benjamín Ruíz. Esta instalación permaneció activa hasta 1989, cuando fue destruida durante la invasión militar estadounidense a Panamá.
Actualmente en esta región se han desarrollado grandes inversiones en hoteles de playa, orientados hacia la actividad turística.

## Turismo
Río Hato es conocido por sus playas de arenas blancas y aguas claras, lo que atrae a turistas en busca de descanso y recreación. Esta región, denominada Perla del Pacífico, se extiende desde Punta Chame hasta Farallón.
Además de sus playas, Río Hato sirve como un punto central para acceder a otros destinos turísticos, como el Valle de Antón, la Península de Azuero, La Pintada y las ciudades de Antón y Penonomé, esta última considerada el centro geográfico de la República de Panamá. Debido a su ubicación estratégica, se eligió Río Hato para la construcción del primer aeropuerto internacional en el interior del país. Este aeropuerto, conocido como Aeropuerto Internacional Scarlett Martínez, fue desarrollado utilizando la pista de aterrizaje construida por el ejército estadounidense durante la Segunda Guerra Mundial.
Río Hato combina su atractivo natural con la accesibilidad a otros lugares de interés, lo que lo convierte en un destino turístico relevante en Panamá.